# Ditmar Bicaj
Ditmar Bicaj, född den 26 februari 1989 i Tirana i Albanien, är en albansk fotbollsspelare som spelar för FK Kukësi i Albanien. Bicaj har spelat i klubben sedan sommaruppehållet 2014 efter att tidigare ha spelat för KF Skënderbeu Korçë. Han spelar primärt i det centrala försvaret.